# روث إليانور نيوتن
روث إليانور نيوتن (بالإنجليزية: Ruth Eleanor Newton)‏ هي رسامة توضيحية أمريكية، ولدت في 6 مارس 1884، وتوفيت في 27 مايو 1972.